# Chorar de Rir
Chorar de Rir é um filme brasileiro de 2019, do gênero comédia, dirigido por Toniko Melo e estrelado por Leandro Hassum. O filme foi lançado em 21 de março de 2019.

## Sinopse
Nilo Perequê (Leandro Hassum) é um grande comediante, e comanda o programa de TV "Chorar de Rir". Quando ganha o prêmio de melhor comediante do ano, deixa de ser comediante e se dedica totalmente ao drama. Enquanto isso, todos os outros comediantes do país passam a disputar a chance de ocupar o lugar deixado por Nilo.

## Elenco
| Ator/atriz         | Personagem     |
| ------------------ | -------------- |
| Leandro Hassum     | Nilo Perequê   |
| Monique Alfradique | Barbara        |
| Otávio Müller      | Jaimelito      |
| Natália Lage       | Kitty          |
| Jandira Martini    | Julieta        |
| Perfeito Fortuna   | Romeu          |
| Rafael Portugal    | Jotapê Santana |
| Felipe Rocha       | Tulio Ferro    |
| Caito Mainier      | Repórter Índio |
| Sidney Magal       | Papanô         |